# Robert Hainsey
Robert Hainsey (Pittsburgh, Pensilvania, 12 de agosto de 1998) es un jugador profesional estadounidense de fútbol americano que se desempeña en la posición de center en Tampa Bay Buccaneers, equipo de la National Football League (NFL).

## Carrera
Fue seleccionado en la tercera ronda en la Reunión Anual de Selección de Jugadores de la NFL de 2021. Hizo su debut profesional con el equipo Tampa Bay Buccaneers, donde lleva jugando tres temporadas.